# Dysoxylum ficiforme
Dysoxylum ficiforme är en tvåhjärtbladig växtart som först beskrevs av Robert Wight, och fick sitt nu gällande namn av James Sykes Gamble. Dysoxylum ficiforme ingår i släktet Dysoxylum och familjen Meliaceae. Inga underarter finns listade i Catalogue of Life.